# حقل جمبور
حقل جمبور هو حقل نفط عراقي في محافظة كركوك في شمال العراق، تُشرف عليه شركة نفط الشمال العراقية، وفي 26 آذار سنة 2025 تعاقدت وزارة النفط العراقية مع شركة بي بي لإعادة تأهيل وتطوير الحقل لتعزيز احتياطات الثروة الهيدروكربونية، وزيادة معدلات إنتاج النفط الخام بهدف الوصول إلى معدل إنتاج ذروة يبلغ (420) ألف برميل/ يوم واستثمار الغاز المصاحب.